# Whisky a Go Go

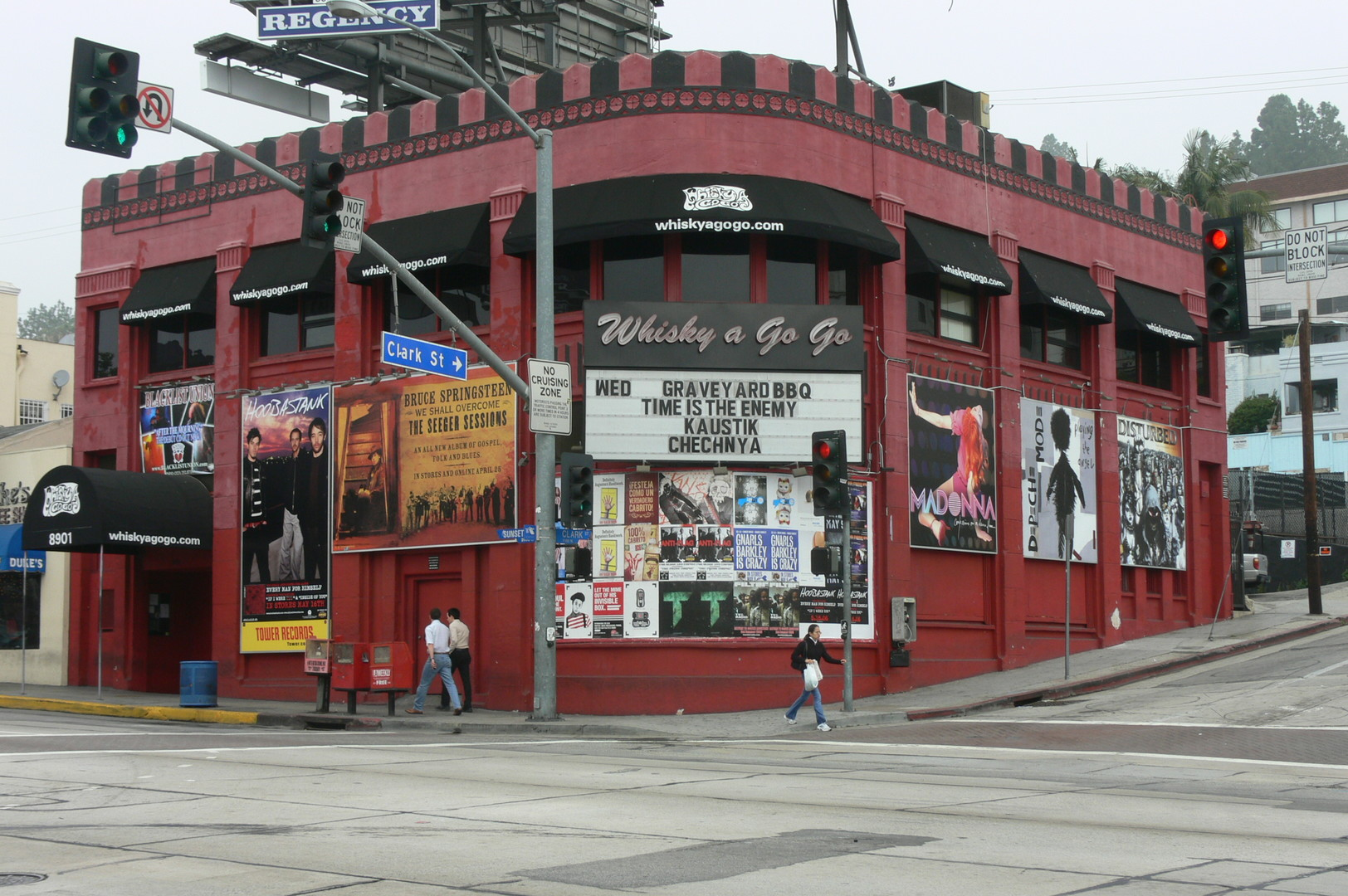
El Whisky a Go Go.

Whisky a Go Go es un club nocturno ubicado en la ciudad de West Hollywood, California, Estados Unidos. Se localiza en el 8901 de Sunset Boulevard, en Sunset Strip.

## Historia
En 1958, el primer Whisky a Go-Go en Estados Unidos abrió en Chicago, en la esquina de las calles Rush y Chestnut. Es mencionado comúnmente como la primera discoteca estadounidense. En 1966 fue abierta una franquicia en M Street en la sección de Georgetown en Washington D. C., por el restaurador Jacques Vivien. Un nuevo Whisky a Go-Go fue inaugurado en el Puerto Viejo de Tel Aviv, Israel.
El Whisky a Go Go de Sunset Strip fue fundado por Elmer Valentine, Phil Tanzini, Shelly Davis, y el juez Theodore Flier y fue abierto el 16 de enero de 1964. En 1972, Valentine, Lou Adler, Mario Maglieri y otros crearon el Rainbow Bar & Grill en Sunset Strip. En 1966, Valentine, Adler y otros fundaron The Roxy Theatre. Valentine vendió su participación en el Whisky a Go Go en los años 1990 pero mantuvo su parte en el Rainbow Bar & Grill y el Roxy Theatre hasta su muerte en diciembre de 2008.
Aunque el club era conocido como una discoteca, sugiriendo que solo ofrecía música grabada, abrió con una banda en vivo liderada por Johnny Rivers y una DJ llamada Rhonda Lane, que cambiaba discos entre cada presentación desde una jaula suspendida a la derecha del escenario. Cuando, en julio de 1965, la DJ bailó durante la actuación de  Rivers, el público pensaba que era parte del acto y nació el concepto de go go dancer, bailando en jaulas.
En 1966, el Whisky fue uno de los centros de los disturbios de Sunset Strip. El club a menudo entraba en conflicto con el Condado de Los Ángeles, el cual una vez ordenó cambiar el nombre, señalando que la palabra "whisky" era una mala influencia, por lo que durante un tiempo el club se llamó "Whisk?".
El Whisky a Go Go jugó un rol importante en muchas carreras musicales, especialmente para bandas del Sur de California. The Byrds, Alice Cooper, Buffalo Springfield y Love eran recurrentes, y The Doors también se presentaba en el lugar hasta que presentaron una estrofa conflictiva en la canción "The End" y fueron despedidos; este episodio se recrea en la película The Doors dirigida por Oliver Stone. La banda Them de Van Morrison se presentó durante dos semanas en junio de 1966. Mothers of Invention de Frank Zappa tuvo su contrato de grabación a partir de su presentación en el Whisky. Otis Redding grabó allí su álbum In Person at the Whisky a Go Go en 1966. Chicago se presentaba recurrentemente en el lugar hasta que Jimi Hendrix los llevó de gira en 1968. También The Hollies ofrecieron un único concierto en el Whisky a Go Go la noche del 14 de febrero de 1968, el cual estuvo abarrotado, contando con la presencia de luminarias como Micky Dolenz y Peter Tork de The Monkees, así como el mismo Johnny Rivers, Cass Elliot y un David Crosby recién despedido de The Byrds. El bajista de Metallica Cliff Burton fue reclutado por la banda luego de que lo vieran en una presentación en el Whisky. Varios artistas británicos realizaron sus primeras presentaciones en ese lugar, como por ejemplo The Kinks, The Who, Cream, Slade, Led Zeppelin, Roxy Music y Oasis.
Mötley Crue escribió la canción "Down at the Whisky" en referencia al Whisky a Go Go.
El Whisky fue uno de los focos de los movimientos new wave, punk y heavy metal a fines de los 70, y algunos de los grupos que se presentaron allí fueron The Germs, The Dogs, The Runaways, Quiet Riot, Renegade, X, The Kats, Mötley Crüe y Van Halen, que se presentaban como teloneros a las presentaciones de Ramones, The Dictators, Misfits, Blondie, Talking Heads, Patti Smith, Elvis Costello, XTC, The Jam Y The Police.
El club cerró sus puertas en 1982. Fue reabierto en 1986 como un recinto que era arrendado a promotores y bandas para sus presentaciones. En este período se presentaron varias bandas como Guns N' Roses, Metallica, Mötley Crue y Red Hot Chili Peppers.
A inicios de los años 1990, el Whisky albergó a varios músicos de Seattle que serían parte del movimiento grunge, como Soundgarden, Nirvana, Mudhoney, The Melvins, System Of A Down y 7 Year Bitch.
Además de grupos de Shoegazing como Medicine entre otros.
Más recientemente, el cantautor coruñés Antonio Rivas presentó en esta mítica sala su disco Por Ahí.
En enero del año 2020,el trío femenino de rock de la ciudad de Monterrey (México) llamada The Warning, realizó una presentación en este lugar vendiendo la totalidad de las entradas.